# Юшкинская волость

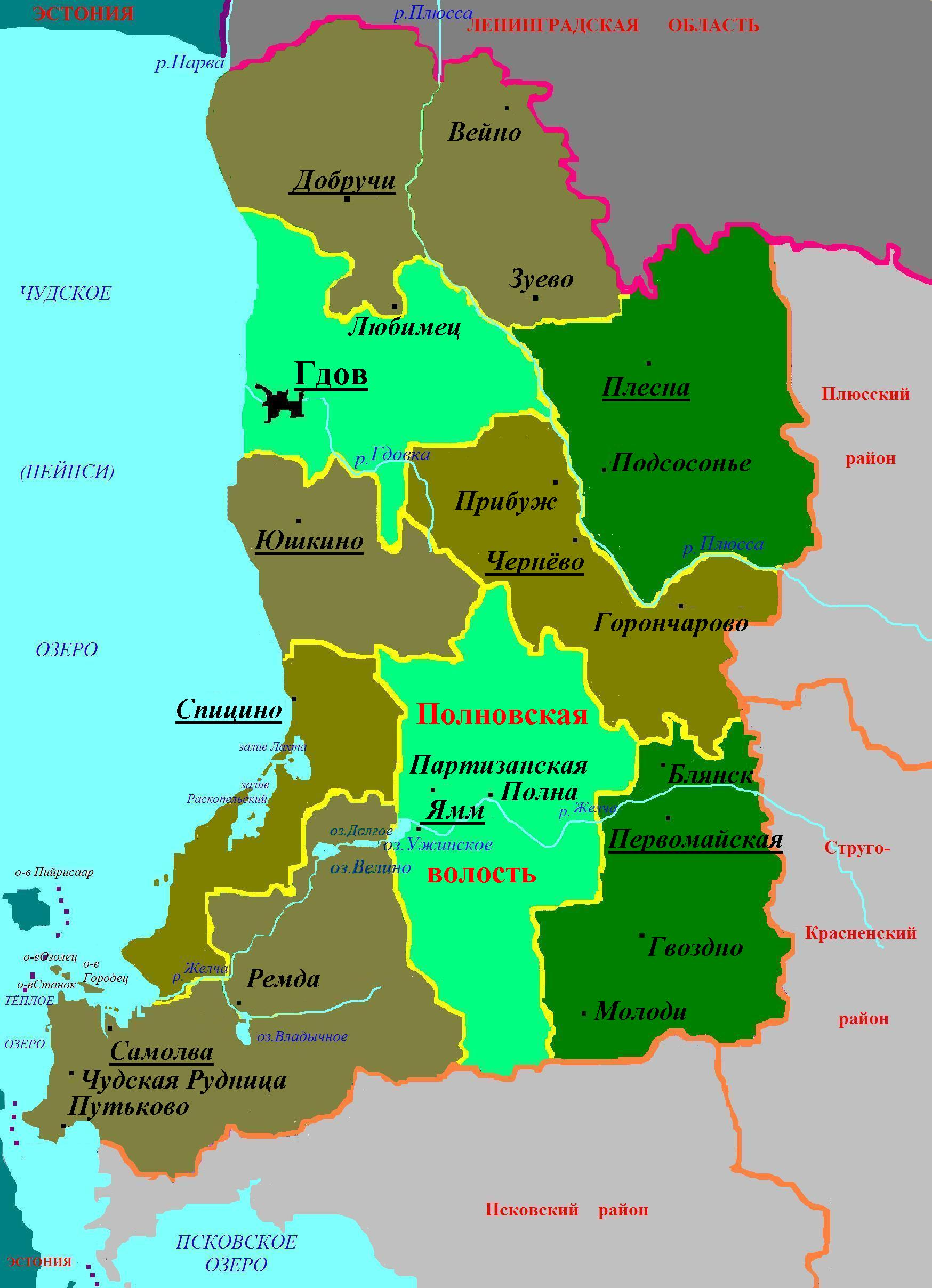
Административное деление Гдовского района в 2006—2015 годах

Юшкинская волость — административно-территориальная единица 3-го уровня и муниципальное образование со статусом сельского поселения в Гдовском районе Псковской области России.
Административный центр — деревня Юшкино — находится в 12 км к югу от города Гдов, на дороге Гдов—Ямм—Псков.

## География
Территория волости граничит на севере с городским поселением Гдов, на юге — со Спицинской волостью, на востоке — с Чернёвской и Полновской волостями Гдовского района, на западе омывается водами Чудского озера и по воде граничит с Эстонией.
По территории волости текут реки Куна, Ветка, Козинка, Микуша и другие.

## Население
| 2002 | 2010 | 2012 | 2013 | 2014 | 2015 | 2016 |
| ---- | ---- | ---- | ---- | ---- | ---- | ---- |
| 834  | ↘659 | ↗792 | ↘783 | ↗813 | ↘801 | ↘778 |
| 2017 | 2018 | 2019 | 2020 | 2021 |      |      |
| ↘678 | ↗732 | ↘726 | ↘724 | ↘429 |      |      |

Несоответствие численности постоянного населения и количества жилых строений на территории волости объясняется тем, что значительная часть жилищного фонда представлена частными домами, находящимися в собственности дачников, проживающих в Гдове, Пскове, Санкт-Петербурге, Сланцах и других городах.

## Населённые пункты
В состав Юшкинской волости входят 32 населённых пункта (деревни):
| №  | Населённый пункт | Тип     | Население, чел. |
| -- | ---------------- | ------- | --------------- |
| 1  | Андронова Гора   | деревня | ↘5              |
| 2  | Бешкино-1        | деревня | ↗79             |
| 3  | Бешкино-2        | деревня | ↘12             |
| 4  | Бурцовщина       | деревня | ↗3              |
| 5  | Ветвеник         | деревня | ↘62             |
| 6  | Горка            | деревня | ↘9              |
| 7  | Духнова Гора     | деревня | ↘11             |
| 8  | Заборовье        | деревня | ↘5              |
| 9  | Забредняжье      | деревня | ↗9              |
| 10 | Загорье          | деревня | ↘2              |
| 11 | Замикушье        | деревня | →0              |
| 12 | Замошье          | деревня | ↗2              |
| 13 | Заполье          | деревня | ↗5              |
| 14 | Зигоска-1        | деревня | ↘30             |
| 15 | Зигоска-2        | деревня | ↘12             |
| 16 | Козлово          | деревня | ↘9              |
| 17 | Кунесть          | деревня | ↗15             |
| 18 | Курино           | деревня | →2              |
| 19 | Лодыгин Двор     | деревня | ↘9              |
| 20 | Лунёвщина        | деревня | ↘15             |
| 21 | Мерзляково       | деревня | ↗7              |
| 22 | Незнамо-Поле     | деревня | ↘15             |
| 23 | Речицы Малые     | деревня | →13             |
| 24 | Ручьи            | деревня | ↘6              |
| 25 | Сидоровщина      | деревня | ↘8              |
| 26 | Сорокина Гора    | деревня | ↗11             |
| 27 | Сторожинец       | деревня | ↘23             |
| 28 | Стректово        | деревня | ↗9              |
| 29 | Стропицы         | деревня | ↘10             |
| 30 | Трутнево         | деревня | ↘207            |
| 31 | Шелопугино       | деревня | ↘6              |
| 32 | Юшкино           | деревня | ↘44             |

Лишь в девяти из этих деревень численность населения превышает 25 человек. Крупнейшая из них — Трутнево, тогда как административный центр занимает третье место по населению, также уступая деревне Ветвеник. Юшкино, в отличие от Трутнево и Ветвеника, соединено с Гдовом и Псковом прямой заасфальтированной трассой, чем, вероятно, и объясняется его статус волостного центра.
Следует также отметить, что многие типы и названия населённых пунктов и даже их количество по официальным данным не полностью соответствует общепринятому на территории волости мнению местных жителей. Так, например, Кунесть считается селом, а не деревней, Горку жители называют Заречьем, а к северу от Малых Речиц есть два населённых пункта, никак не обозначенных на современных картах — деревня Большие Речицы и хутор Костино.

## История
До 1927 года территория поселения входила в Гдовскую и Спицинскую волости Гдовского уезда Санкт-Петербургской (Петроградской) губернии. В 1927 году она вошла в Гдовский район Ленинградской области в виде ряда сельсоветов (Заборовского, Мерзляковского, Луневщинского, Стректовского, Островецкого). В 1928 году Заборовский и Мерзляковский сельсоветы были объединены в Юшкинский сельсовет.  Из части Луневщинского и Юшкинского сельсоветов Гдовского района с марта 1931 до февраля 1939 года действовал Трутневский сельсовет.
С 1944 года — в составе Гдовского района Псковской области.
Указом Президиума Верховного Совета РСФСР от 16 июня 1954 года в Юшкинский сельсовет были включены упразднённые Луневщинский и Стректовский сельсоветы.
Решением Псковского облисполкома от 12 сентября 1959 года Юшкинский и Спицинский сельсоветы были объединены в Луневщинский сельсовет.
Решением Псковского облисполкома от 24 декабря 1959 года Островецкий и Луневщинский сельсоветы были объединены в Спицинский сельсовет.
Решением Псковского облисполкома от 27 августа 1964 года был воссоздан Юшкинский сельсовет из частей Спицинского и Гдовского сельсоветов.
Постановлением Псковского областного Собрания депутатов от 26 января 1995 года все сельсоветы в Псковской области были переименованы в волости, в том числе Юшкинский сельсовет был превращён в Юшкинскую волость.
Законом Псковской области от 28 февраля 2005 года в границах волости было образовано также муниципальное образование Юшкинская волость со статусом сельского поселения с 1 января 2006 года в составе муниципального образования Гдовский район со статусом муниципального района.

## Достопримечательности
- Церковь Петра и Павла, Кунесть
- Лавка XIX века (кирпичный дом с декоративной валунной кладкой), Юшкино
- Петропавловская церковь, Ветвеник
- Крестьянские дворы начала XX века, Бешкино-1
- Курганный могильник X—XIII вв., Ручьи
- Братская могила времён ВОВ, Трутнево
- Трутневская пещера, Трутнево
- Камень-следовик (культовое место), Трутнево[17]

## Известные уроженцы
- Мусьяков, Павел Ильич (1903—1976) — советский военный журналист, писатель, редактор и руководитель ряда флотских издательств, генерал-майор. Родился в деревне Забредняжье.